# Саккетти, Ромео
Ромео «Мео» Саккетти (итал. Romeo Sacchetti; род. 20 августа 1953 года, Альтамура, Италия) — итальянский баскетболист и тренер, игравший на позиции тяжёлого форварда. Серебряный призёр летних Олимпийских игр 1980 года, чемпион Европы 1983 года, член Зала славы итальянского баскетбола (2016). В настоящее время одновременно возглавляет мужскую сборную Италии и болонский «Фортитудо».

## Карьера

### Игровая

#### Клубная
Учился играть в баскетбол в клубе «Уайлд» из Новары под руководством тренера Роберто Раттацци. Свою игровую карьеру Саккетти начинал во второй итальянской лиге за клуб «Либертас Асти». В 1976 году Ромео перешёл в клуб из Болоньи «Джиро» и в первый же сезон добился вместе с командой первого места в лиге A2 и повышения в высший итальянский дивизион. С 1979 по 1984 год Саккетти провёл в туринском «Ауксилиуме», откуда перешёл в состав титулованного Варезе. Здесь он играл на протяжении восьми сезонов, но был вынужден завершить карьеру из-за тяжёлой травмы ахиллова сухожилия, полученной 9 ноября 1991 года в матче национального чемпионата против клуба «Стефанель» из Триеста.

#### Сборная
Первым крупным турниром в карьере Саккетти стали летние Олимпийские игры 1980 года в Москве. В рамках первых двух раундов итальянский баскетболист выходил на площадку в 6 из 8, проведённых матчей, набирая в среднем по 8,3 очка за игру. В финальном матче против сборной Югославии Саккетти провёл на площадке 9 минут, за которые успел набрать всего 2 очка. По итогам матча сборная Италии уступила со счётом 77:86 и стала серебряным призёром Олимпийских игр.
В 1983 году Саккетти стал обладателем сразу двух международных наград, став чемпионом Европы и серебряным призёром Средиземноморских игр. На летних Олимпийских играх 1984 в Лос-Анджелесе года итальянцы уверенно пробились в плей-офф, но там неожиданно уступили сборной Канаде. Выиграв затем две встречи классификационного раунда итальянская сборная по итогам баскетбольного турнира заняла 5-е место. На Играх Саккетти провёл 8 встреч, в которых в среднем за игру набирал 10,1 очков, 3,5 подбора и 3,8 передачи. В 1985 году Ромео стал обладателем своей второй награды с европейских первенств, завоевав вместе со сборной бронзу чемпионата Европы. В 1986 году Саккетти принял участие в своём первом чемпионате мира, где в составе итальянской сборной занял итоговое 6-е место. Всего за сборную провёл 132 матча и набрал 945 очков.

### Тренерская
Спустя несколько лет после завершения игровой карьеры Саккетти начал тренерскую работу. Долгое время итальянский специалист тренировал клубы из низших итальянских лиг. В сезоне 2007/2008 Саккетти тренировал команду серии A «Орландину». С 2009 года Саккетти возглавил «Динамо Сассари». В первый же сезон Ромео смог вывести клуб в высший дивизион. По итогам 2012 года Саккетти был признан лучшим тренером серии A. Главных успехов под руководством Саккетти «Динамо» добилось в сезоне 2014/2015, когда клуб сделал «золотой дубль», выиграв чемпионат и Кубок Италии. Уже в ноябре Саккетти покидает клуб. В сезоне 2016/17 он работает с «Бриндизи», выведя команду в четвертьфинал Кубка Италии и заняв 9-е место в регулярном чемпионате. В июне 2017 года возглавляет «Ваноли», а в августе — и национальную сборную. Ему удалось завоевать с клубом Кубок Италии 2019 года и вывести Италию на чемпионат мира в Китае, занять там 10-е место, что обеспечило участие в олимпийском квалификационном турнире. В мае 2020 года Саккетти был уволен из клуба и подписал контракт с болонским «Фортитудо».

## Достижения
- Тренер года Серии А (2012)
- Чемпион Италии: 2014/2015
- Обладатель Кубка Италии: 2014, 2015, 2019
- Обладатель Суперкубка Италии (2): 2012, 2015

## Личная жизнь
- Средний сын — Брайан Саккетти (род. 1986), с 2017 года является игроком клуба «Брешиа», в 2015 году стал чемпионом Италии под руководством отца, играет за сборную. Младший сын Томмазо (род. 1993) играет в низших дивизионах. Старшая дочь Алиса (род. 1983) живёт в Финляндии.
- В 2016 году вышла в свет автобиография Ромео Саккетти Il mio basket è di chi lo gioca, написанная в соавторстве с сардинским журналистом Нандо Мурой.